# Лимейра
Лимейра (порт. Limeira) — муниципалитет в Бразилии, входит в штат Сан-Паулу. Составная часть мезорегиона Пирасикаба. Входит в экономико-статистический микрорегион Лимейра. Население составляет 300 911 человека на 2017 год. Занимает площадь 580,983 км². Плотность населения — 469,4 чел./км².
Праздник города — 15 сентября.

## История
Город основан в 1826 году.

## Статистика
- Валовой внутренний продукт на 2005 составляет 4.171.214 mil реалов (данные: Бразильский институт географии и статистики).
- Валовой внутренний продукт на душу населения на 2005 составляет 15.173,00 реалов (данные: Бразильский институт географии и статистики).
- Индекс развития человеческого потенциала на 2000 составляет 0,814 (данные: Программа развития ООН).

## География
Климат местности: субтропический. В соответствии с классификацией Кёппена, климат относится к категории Cwa.

## Галерея

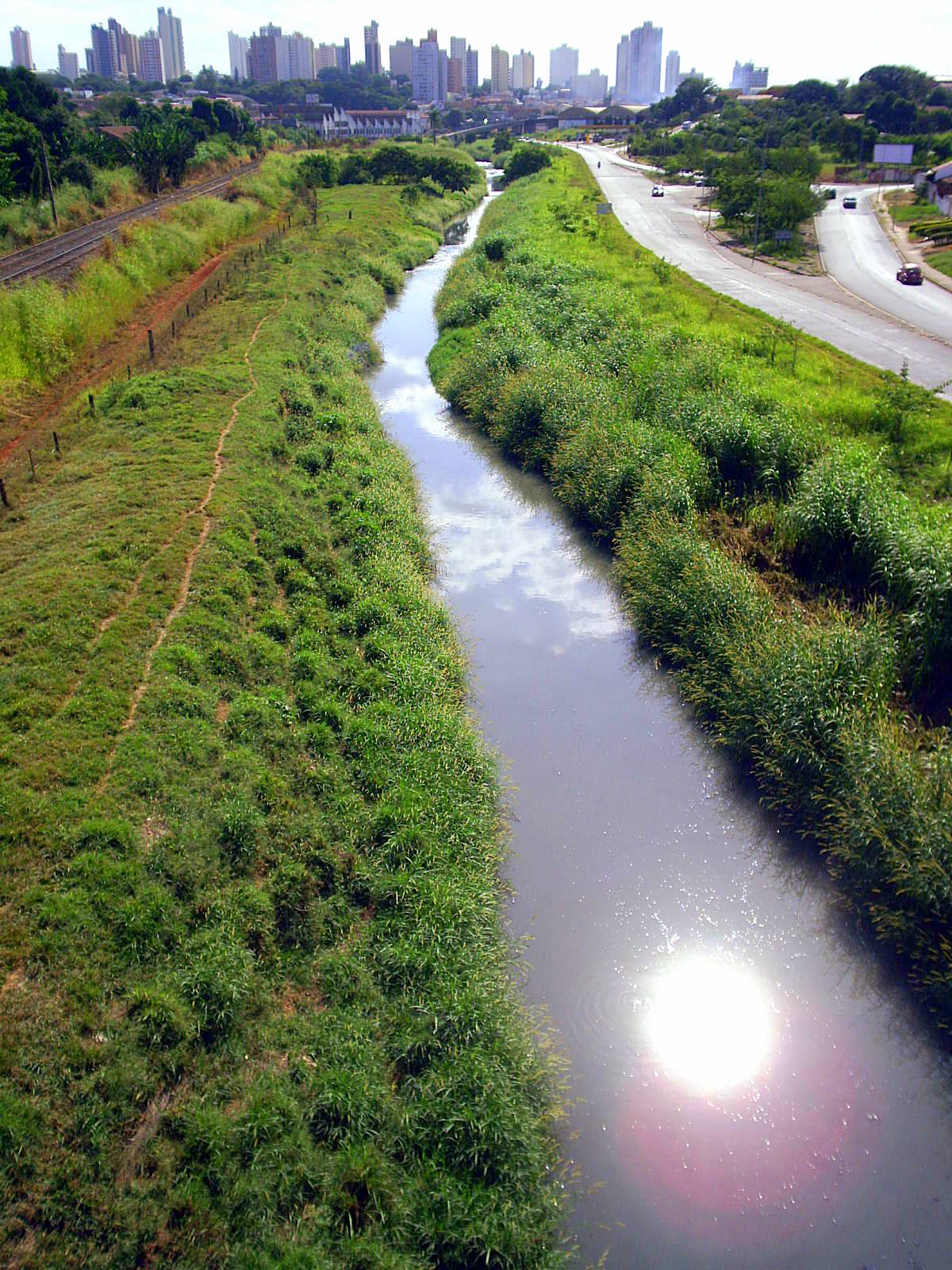
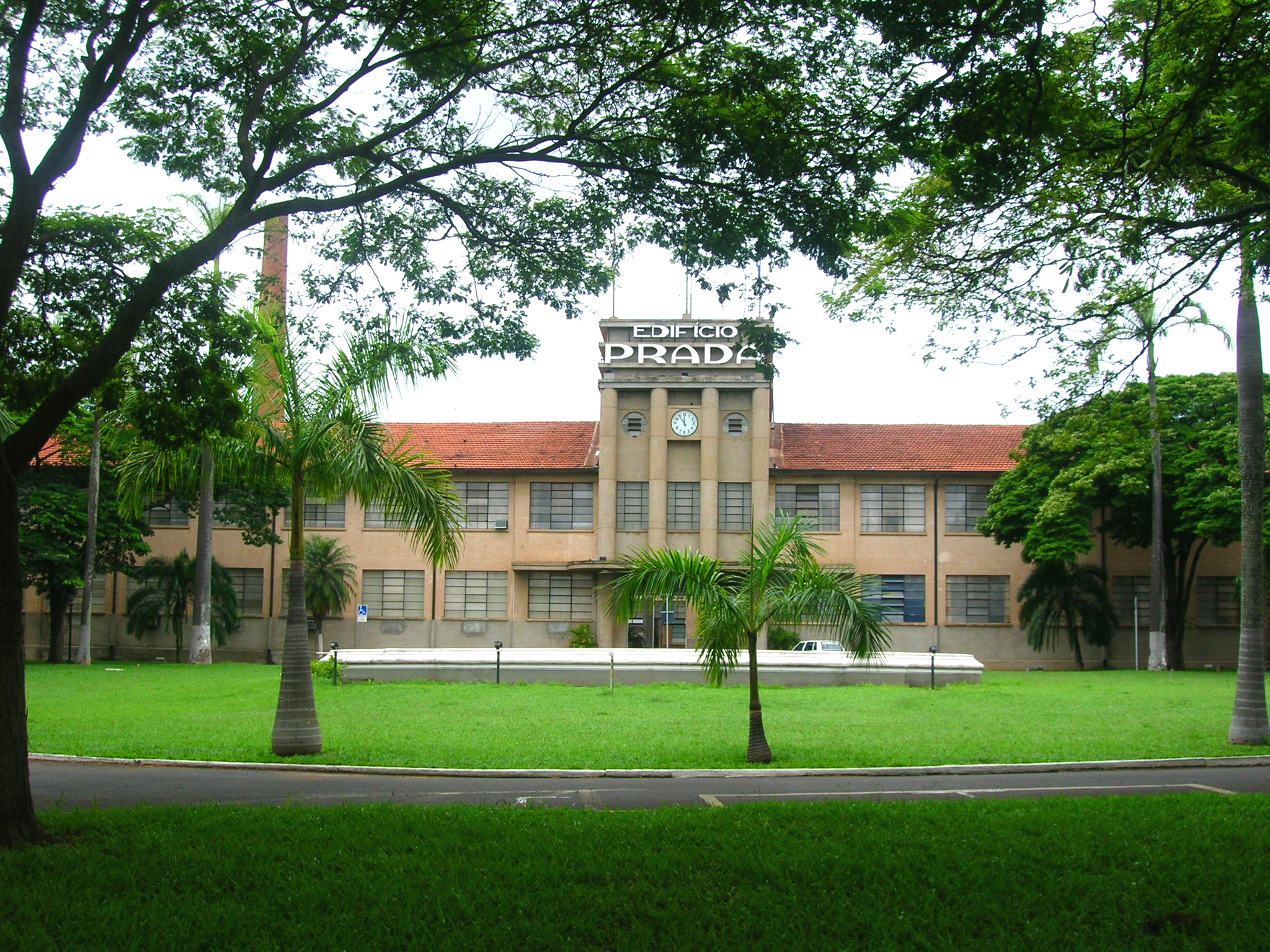
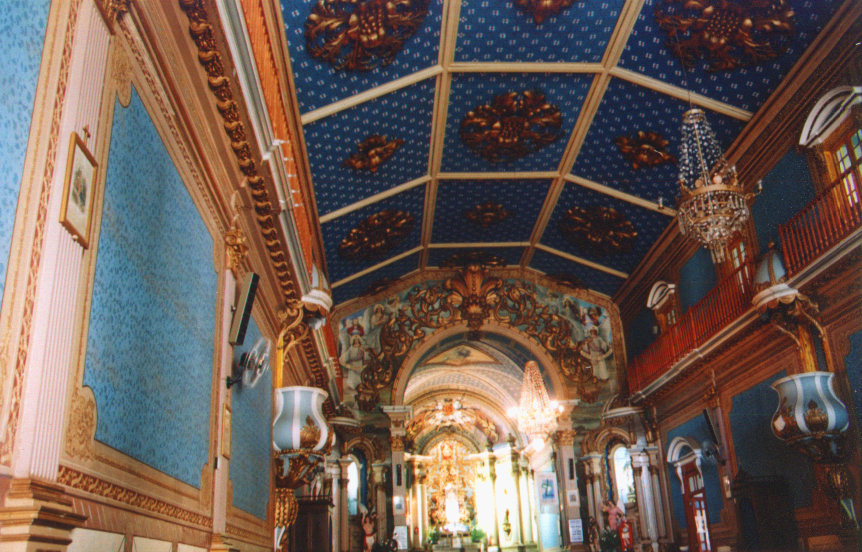
Собор
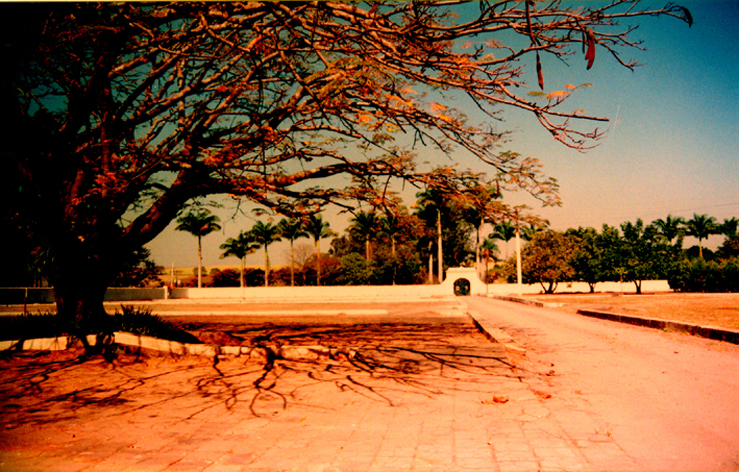